# 셸리 노백
셸리 노백(Shelly Novack, 1944년 1월 10일 ~ 1978년 5월 27일)은 미국의 배우이다.
로스앤젤레스군에서 태어났으며 샌타모니카에서 사망하였다. 사인은 심근 경색이다.

## 출연 작품

### 영화
- 진정한 승리 (1972, Kansas City Bomber)

### 텔레비전
- 아이언사이드 (1968-75)
- 닥터 게논 (1972-75)
- 샌프란시스코 수사반 (1972-76)
- FBI (1973-74)